# Vyja
Vyja (rusky Выя) je řeka v Archangelské oblasti v Rusku. Je 181 km dlouhá. Povodí má rozlohu 2710 km².

## Průběh toku
Protéká středem lesů zvlněnou krajinou. Ústí do Piněgy (povodí Severní Dviny).

## Vodní stav
Zdrojem vody jsou převážně dešťové srážky. Nejvyšších vodních stavů dosahuje v dubnu a v květnu. V létě a na podzim dochází k povodním.